# Nerva (paso doble)
Pour les articles homonymes, voir Nerva (homonymie).

Nerva est un des paso dobles taurins les plus souvent interprétés dans les arènes lors des corridas. Composé en 1933 par Manuel Rojas Tirado (1898-1953), il est dédié à la ville de Nerva, province de Huelva, communauté autonome d'Andalousie.